# Józef Szermentowski
Józef Szermentowski, hay Szermętowski (sinh ngày 16 tháng 2 năm 1833 - mất ngày 6 tháng 9 năm 1876), là một họa sĩ phong cảnh người Ba Lan. Ông chịu ảnh hưởng của Trường phái Barbizon.

## Tiểu sử
Lúc bé, không rõ lý do là gì nhưng Szermentowski sống với dì của mình, bà là viện trưởng của tu viện ở địa phương. Ông đã thể hiện tài năng vẽ của mình lần đầu ở đây. Sau đó, ông được nhà sưu tập tranh Tomasz Zieliński để ý và ông chuyển đến sống với Tomasz Zieliński ở Kielce. Tại đây, ông đã gặp Franciszek Kostrzewski và được dạy những bài học vẽ đầu tiên. Franciszek Kostrzewski còn giúp thuyết phục cha của Józef Szermentowski để ông có thể theo đuổi sự nghiệp nghệ thuật. Được Zieliński hỗ trợ một phần, ông theo học Trường Mỹ thuật ở Warsaw trong các năm 1853-1857, làm học trò của Chrystian Breslauer và Juliusz Kossak. Ông cũng học kèm riêng với Wojciech Gerson.
Từ năm 1856, Józef Szermentowski sống ở Volyn và vẽ được nhiều tranh phong cảnh. Ngoài ra, ông còn làm việc cho một công ty tàu hơi nước, vẽ tranh trang trí cho các tàu chở khách của họ. Ông có tham gia Triển lãm Mỹ thuật Quốc gia lần thứ nhất tại Warsaw.
Năm 1860, ông được nhận một học bổng du học ở Paris. Vừa đến Paris, Józef Szermentowski kết bạn với Cyprian Kamil Norwid. Người này đã giúp ông kiếm được các khoản hoa hồng. Hai năm sau, sức khỏe của ông bắt đầu giảm sút. Tuy vậy, nhờ thành công về mặt tài chính, ông có thể đến Thụy Sĩ để nghỉ ngơi và giải trí. Năm 1868, ông quay về Ba Lan và mở một xưởng vẽ ở Tatra. Sau khi không có được chức giáo sư tại Học viện Mỹ thuật ở Krakow, ông quyết định trở lại Paris.
Józef Szermentowski kết hôn sớm và có một con trai, nhưng rơi vào trầm cảm khi đứa trẻ mất. Cặp đôi ở lại Paris trong Chiến tranh Pháp-Phổ và Công xã Paris. Vì không có bất kỳ người đỡ đầu nào, ông bắt đầu gặp khó khăn về tài chính và sức khỏe dần trở nên tồi tệ vì đói và nhiều khó khăn khác. Mặc dù ông có một đứa con trai khác và giành được huy chương tại một triển lãm ở London, cả sức khỏe và tài chính của ông đều không hồi phục lại nên ông mất sớm, hưởng dương 43 tuổi.

## Tranh tiêu biểu

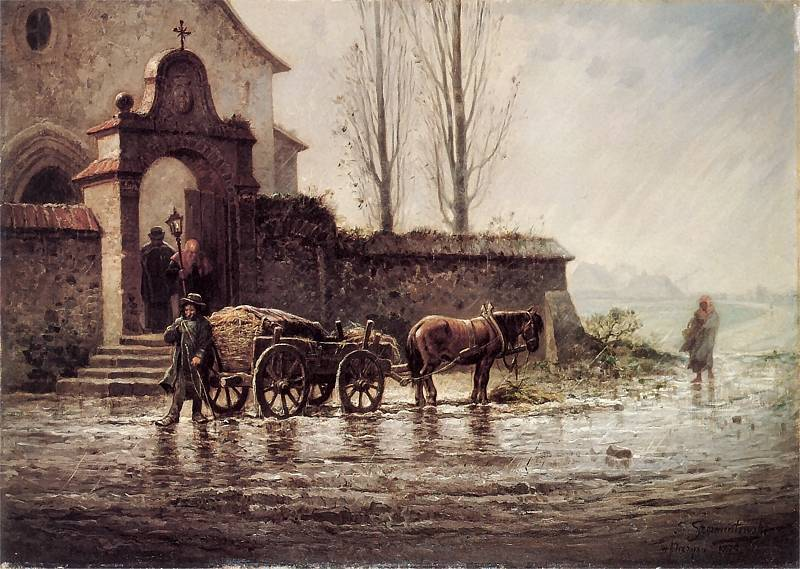
Trận gió trong mắt bạn
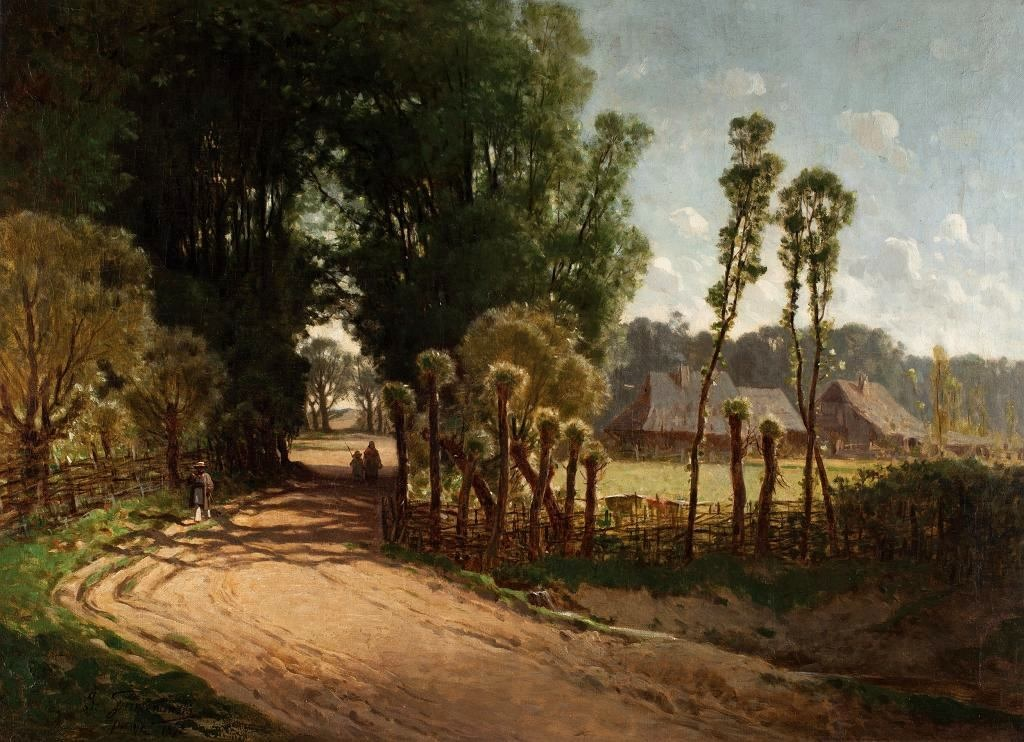
Đường vào làng
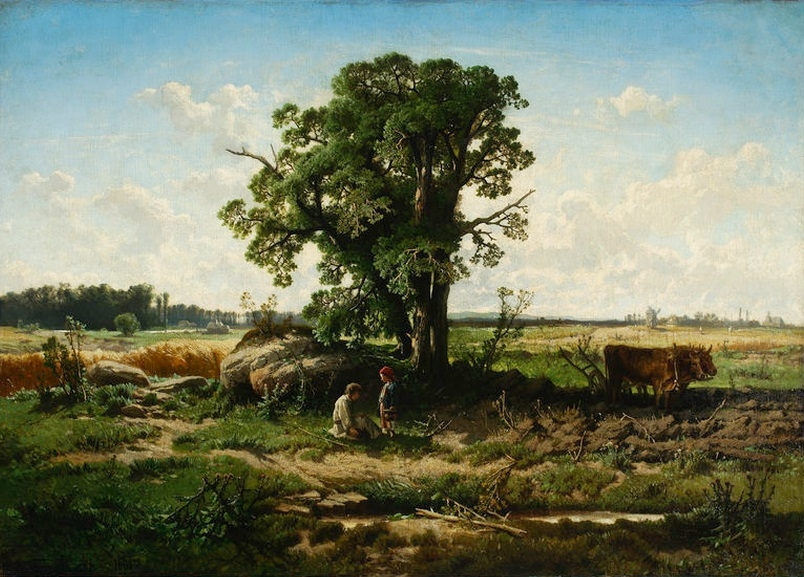
Nơi nghỉ của bác thợ cày
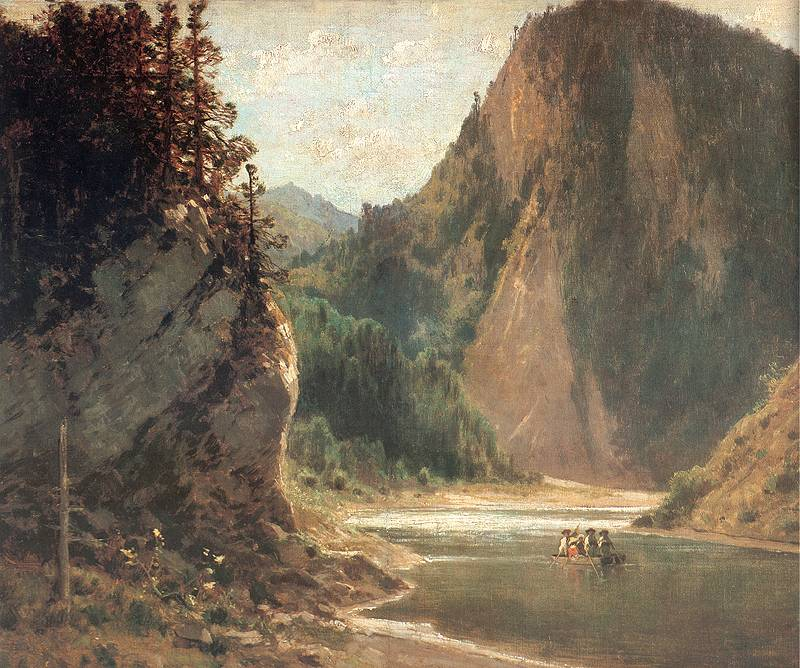
Dãy núi Pieniny